# Pelogenia zeylanica
Pelogenia zeylanica — вид багатощетинкових червів родини Sigalionidae.

## Поширення
Вид поширений в узбережних водах на півночі Індійського океану та на заході Тихого океану.